# Moixernó de pastor (grup de bolets)
Els moixernons de pastor són bolets gairebé sempre esvelts o de cama aprimada, sovint fibril·losa i consistent. De barret gens massís, estès i sovint umbonat. Són més aviat bolets de muntanya, tot i que algunes espècies les trobem també a terra baixa o en dunes litorals. Són de creixença preferentment primaveral o tardoral, en pastures, clarianes de bosc o marges de camins. Són bolets descomponedors.

De sistemàtica discutida i molt variable, el concepte de les diferents espècies canviarà en un futur proper. 

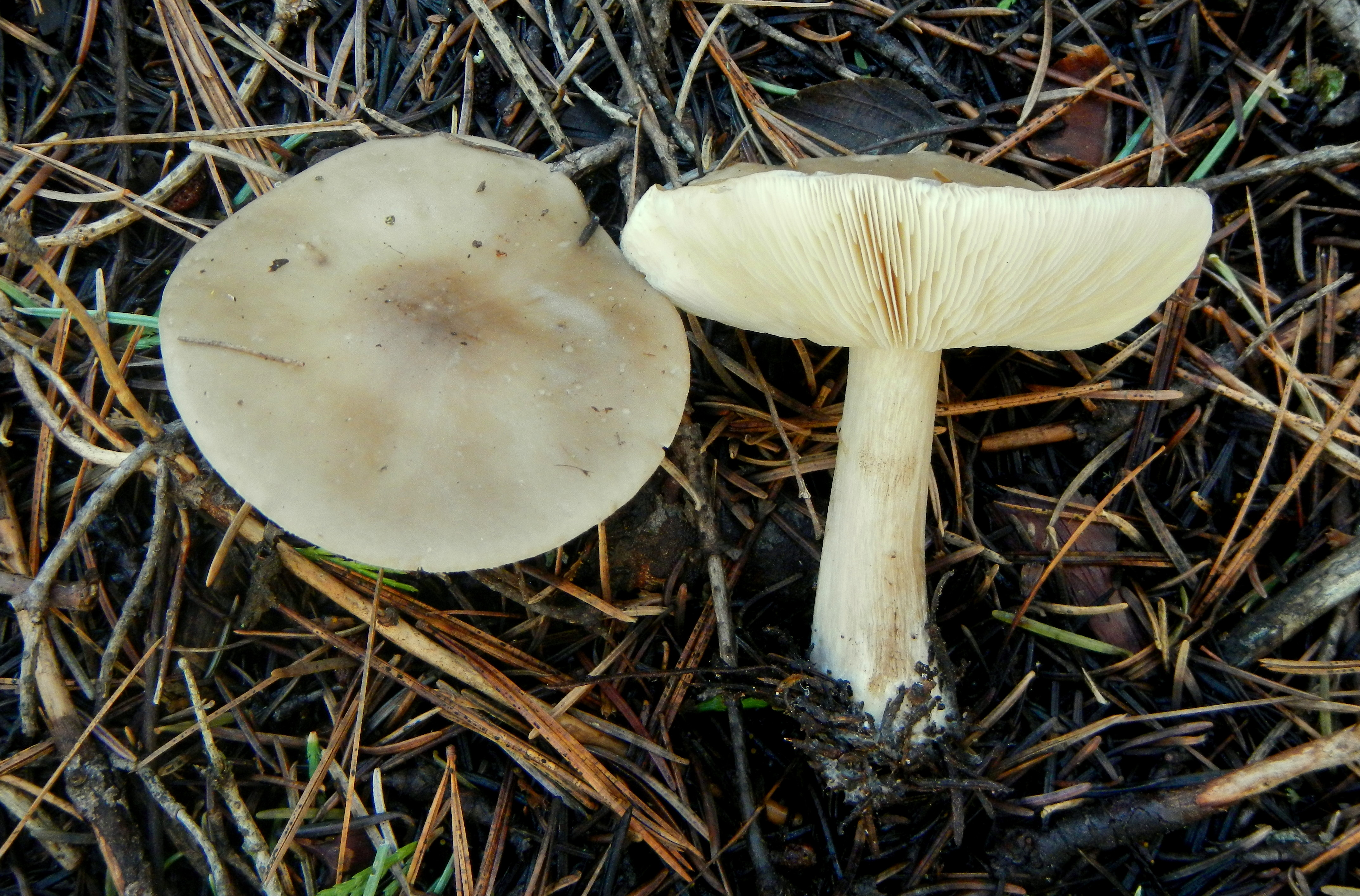
Moixernó de pastor (Melanoleuca strictipes).

## Espècies de moixernons de pastor
Les espècies més corrents de moixernons de pastor són:
- Melanoleuca strictipes (= M. subalpina)(= M. evenosa), moixernó de pastor o moixernó d’estiu
- Melanoleuca melaleuca, moixernó de pastor bru
- Melanoleuca cognata, moixernó de pastor color de conyac
- Melanoleuca humilis, moixernó de pastor de cama bruna
- Melanoleuca gramnopodia (=M. brevipes), moixernó de pastor de cama estriada
- Melanoleuca cinereifolia, moixernó de pastor de cendra
- Melanoleuca exscissa (=M. substrictipes), moixernó de pastor grisenc
- Dermoloma cuneifolium, moixernó fredolic